# I Don't Want It at All
"I Don't Want It At All" é o single de estreia da cantora alemã Kim Petras, lançado em 1 de agosto de 2017. Foi co-escrito por Petras e Aaron Jennings. É o primeiro dos onze singles que formam o projeto não oficial da artista, Era 1.
A música alcançou o topo da Spotify Global Viral Top 50 em 2017, e mais tarde alcançou o número 54 na parada de músicas dos Estados Unidos, Dance Club em março de 2018. Um videoclipe foi lançado em outubro de 2017 com uma participação especial de Paris Hilton.

## Antecedentes e composição
Petras e o rapper Aaron Jennings, mais conhecido como Lil Aaron, tiveram a ideia e a música da música logo após o encontro, quando Petras, que estava em uma viagem de compras, trouxe várias sacolas para o estúdio. Embora ele não tenha sido creditado oficialmente, a faixa também foi trabalhada pelo compositor Aaron Joseph, que assinou com a editora Prescription Songs do Dr. Luke depois que Luke e sua gerência ouviram falar de Joseph se correspondendo a um hacker que ele acreditava ser Luke. Com isso, Joseph foi apresentado a Petras e contribuiu para a faixa.

## Fundo
A música foi inspirada após uma reunião que foi muito bem para Kim.

"[...] meu gerente me levou para a Sephora e fiquei tipo 'compre o que quiser' e eu fiquei tipo 'Sim, jackpot'. E então comprei o que quisesse e, quando chegamos ao caixa, ele conseguiu realmente tenso e foi como "Oh meu Deus, é muito." O caixa era como 'apenas feche os olhos e passe-o, querida'. Isso inspirou a música. Como, eu apenas escrevi. Eu fiquei tipo, 'Esta é a letra mais doentia de todos os tempos.' No dia seguinte, entramos no estúdio e começamos algumas coisas com 'feche os olhos e passe o dedo'. E eu estava no estúdio com minha amiga Loren, que é incrível. Ele é um ótimo escritor. Foi super fácil."

— Kim em uma entrevista para o website Genius.
No Genius, Kim também falou sobre como a música se juntou: "Começamos com a faixa. Eu estava realmente muito animada com as vibrações dos anos 80 no momento. Eu estava ouvindo muito ABC e apenas alguns discos de funk dos anos 80, e nós criamos um riff. Depois, escrevemos o refrão e terminamos as melodias. Ficamos tipo: 'Ok, vamos entrar e torná-lo um hino total para as sugar-baby'. Nós pensamos: 'As linhas mais brutas de todos os tempos são como as que precisamos encontrar'".

## Composição
A música é sobre o desejo de coisas materiais e a vergonha de admitir. Em uma entrevista para o website Genius, Kim disse o seguinte:
| “ | "É apenas um hino de sugar-baby. É muito explícito. É fortemente inspirado por Material Girl e todas as ótimas músicas sobre garotas malcriadas que conseguem o que querem. É uma música de fantasia como se o lado malcriado saiu e teve uma bola. Essa seria a música. Se eu tivesse meu próprio filme, esse seria o tema do filme, e seria chamado de Eu Quero Tudo Isso. E haveria um monte de merda de designer". | ” |

## Recepção
A AllMusic chamou a música de "música de dance pop anos 80". A revista Galore disse que era uma "maluca malcriada", enquanto a Entertainment Weekly a descreveu como um "hino da loja até cair". A Bakersfield.com classificou a faixa como "atualização pop do século XXI de 'Material Girl' de Madonna". O escritor da Noisey, Colin Joyce, chamou a música de "uma chamativa atenção ao excesso consumista".
A Billboard classificou o single como o segundo melhor single da Era 1, observando: "Desde a introdução sem esforço e pesada de sintetizadores até o lirismo malcriado da música, Petras se separou de seus colegas de pop sonhando com uma fantasia cara nessa jam escapista".

## Vídeo de música
O videoclipe, lançado em outubro de 2017, foi dirigido por Charlotte Rutherford. Petras e sua amiga criaram o conceito e o lançaram para Rutherford, com Petras chamando-o de "fantasia de adolescente" e notando que foi inspirado no conto de fadas "A Princesa e a Ervilha". Paris Hilton faz uma aparição em uma recreação da Weird Science.

## Desempenho nas tabelas musicais
| Tabela musical (2018)                       | Melhor posição |
| ------------------------------------------- | -------------- |
| Estados Unidos (Billboard Dance Club Songs) | 54             |